# تاريخ الصومال
الصومال لها تاريخ موغل في القدم. شكلت الصومال مركزاً تجارياً حيوياً مع باقي أنحاء العالم القديم، ووفقاً لمعظم الباحثين فإن أرض ما يُعرف الآن بالصومال هي أحد أكثر المواقع التي يُرجح أن بلاد البنط القديمة قامت عليها.
تحكمت عدة ممالك صومالية قوية بالتجارة الإقليمية خلال العصور الوسطى، ومنها سلطنة أجوران وسلطنة عدل وسلطنة ورسنجلي وسلطنة غلدي وسلطنة مجرتين.
نجح البريطانيون والإيطاليون خلال أواخر القرن التاسع عشر في السيطرة على أجزاء مختلفة من الساحل الصومالي من خلال المعاهدات التي أبرموها مع هذه الممالك وأسسوا الصومال البريطاني والصومال الإيطالي. أما في المناطق الداخلية من البلاد فقد استطاع قائد دولة الدراويش محمد بن عبد الله حسن من صد الإمبراطورية البريطانية أربع مرات وأجبر قواتها على الانسحاب شرقاً نحو المنطقة الساحلية، ولكن تمكن البريطانيون في نهاية المطاف من هزيمة الدراويش عام 1920 بعدما لجؤوا إلى القوات الجو البريطانية. بسطت إيطاليا سيطرتها الكاملة على الأجزاء الشمال شرقية والوسطى والجنوبية من البلاد بعد نجاح حملة السلطنات التي شنتها على سلطنة مجرتين وسلطنة هوبيو الحاكمتان. واستمر هذا الاحتلال حتى اُستعيض عنه بإدارة عسكرية بريطانية عام 1941. وظل شمال غرب الصومال محمية، بينما أضحت الأجزاء الشمال شرقية والوسطى والجنوبية إقليماً تحت الإدارة الإيطالية يتبع للأمم المتحدة بتاريخ 1 أبريل عام 1950 بعدما تُوصِلَ لإتفاق يضمن للإقليم نيل استقلاله بعد مضي عشرة سنوات. وتوحدت المنطقتان كما كان من المقرر لهما يوم الأول من يوليو عام 1960 ليُعلن عن قيام جمهورية الصومال تحت سقف حكومة مدنية. وواقفت الجمعية الوطنية الصومالية برئاسة حاجي بشير إسماعيل يوسف على قانون يوحد الصومالان البريطانية والإيطالية ويعلن عن قيام الجمهورية الموحدة.

## العصور القديمة
قام سكان الصومال القدماء بتدجين الجمل في الفترة بين الألفية الثالثة والألفية الثانية قبل الميلاد. ومن ثم، انتشر استخدام الجمل إلى مصر القديمة وشمال أفريقيا.

### أرض بونت
تُعد الهياكل الهرمية القديمة والمقابر والمدن المدمرة والجدران الحجرية الموجودة في الصومال (مثل جدار وارغايد) دليلًا على وجود حضارة قديمة متقدمة مزدهرة في شبه الجزيرة الصومالية. تُظهر نتائج الحفريات والأبحاث الأثرية في الصومال إلى أن هذه الحضارة كانت تتمتع بعلاقات تجارية مزدهرة مع مصر القديمة واليونان الموكيانية منذ الألفية الثانية قبل الميلاد. وهذا يدعم الفرضية التي تربط بين الصومال والمناطق المجاورة في القرن الأفريقي بأرض بونت القديمة. كان البونتيون يتاجرون بالمر والتوابل والذهب والأبنوس والأبقار قصيرة القرون والعاج واللبان مع المصريين القدماء والفينيقيين والبابليين والهنود والصينيين والرومان من خلال موانئهم التجارية. تُشير النقوش الأثرية الموجودة في معبد الدير البحري إلى بعثة مصرية قديمة أُرسلت إلى أرض بونت في عهد الملكة حتشبسوت، التي تنتمي للأسرة الثامنة عشرة، حيث كان يحكم أرض بونت في تلك الفترة الملك باراهو والملكة آتي. إحدى الأعمال الأكاديمية البارزة حول بونت والتي كُتبت من منظور صومالي، كانت من تأليف المؤرخ الصومالي محمد إبراهيم محمد، الذي ألّف الكتاب بعنوان تاريخ الصومال: الدولة العظيمة لأرض بونت.

### مدن الصومال

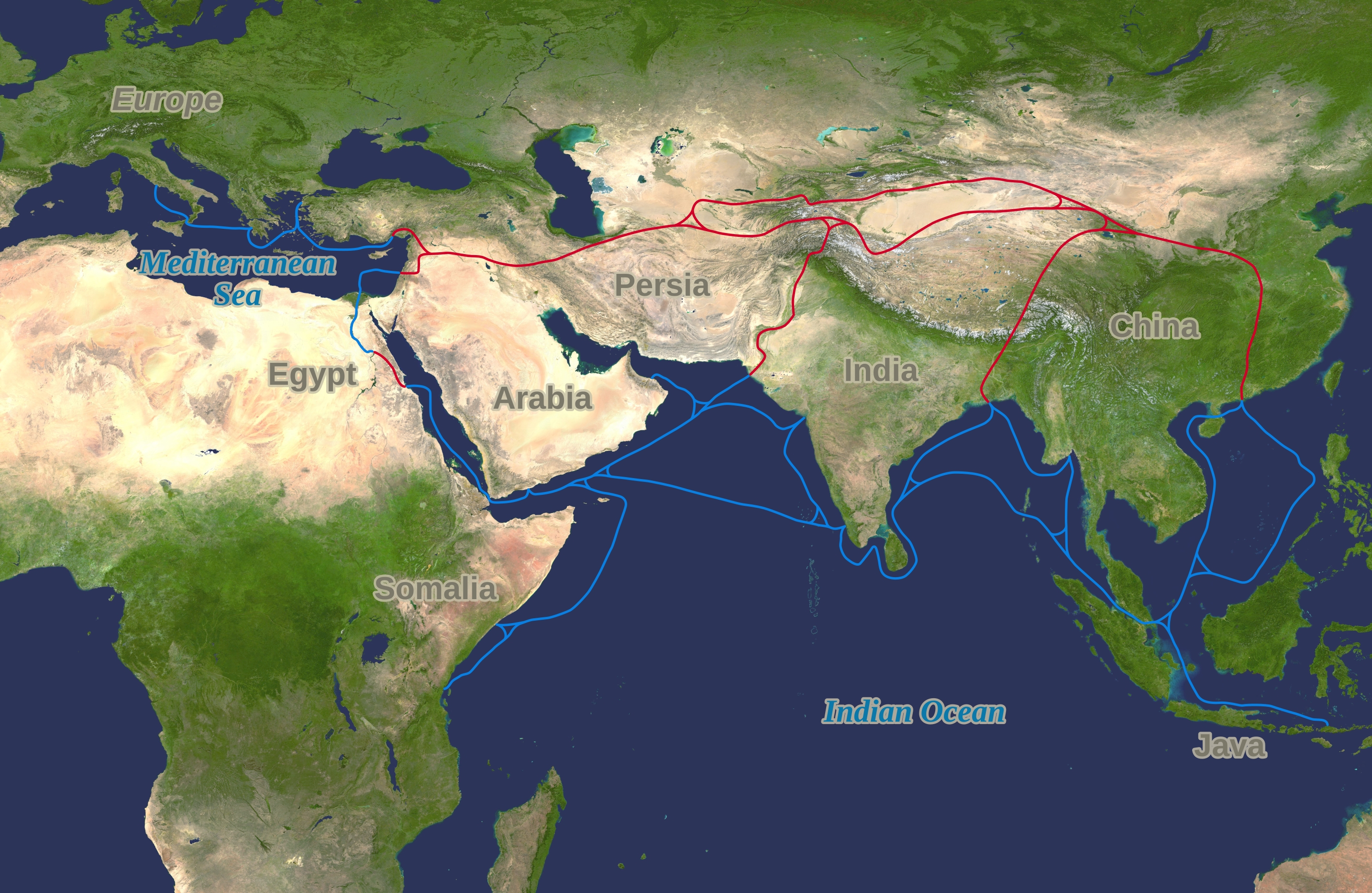
يمتد طريق الحرير من جنوب أوروبا مرورًا بشبه الجزيرة العربية، والصومال، ومصر، وإيران، والهند، وجاوة، حتى يصل إلى الصين.

في الفترة الكلاسيكية طورت المدن الصومالية مثل موزيلون وأوبوني ومالاو وسارابيون ومندوس وإسينا وتاباي شبكة تجارية مزدهرة تربطها بالتجار من فينيقيا، والمملكة البطلمية واليونان وبلاد فارس الفرثية وسبأ والنبطية والإمبراطورية الرومانية. كانوا يستخدمون السفينة البحرية الصومالية القديمة المعروفة باسم بَدن لنقل حمولتهم.
بعد الغزو الروماني للإمبراطورية النبطية ووجود البحرية الرومانية في عدن للحد من النهب، اتفق التجار الصوماليون والعرب الخليجيون على منع السفن الهندية من التجارة في المدن الحرة على سواحل شبه الجزيرة العربية  وذلك لحماية مصالحهم التجارية في النشاط الاقتصادي المزدهر الذي يربط بين البحر الأحمر والبحر الأبيض المتوسط. ومع ذلك، استمر التجار الهنود في ممارسة تجارتهم في المدن الساحلية في شبه الجزيرة الصومالية التي كانت بعيدة عن التدخل الروماني.
على مدى قرون من الزمن، كان التجار الهنود يجلبون كميات كبيرة من القرفة من سريلانكا وإندونيسيا إلى الصومال والجزيرة العربية. ويُقال إن هذا كان أحد الأسرار المحفوظة جيدًا لدى التجار الصوماليين والعرب الخليجيين في تجارتهم مع العالم الروماني واليوناني. كان الرومان واليونانيون يعتقدون أن مصدر القرفة هو شبه الجزيرة الصومالية، لكن في الواقع، كانت هذه السلعة القيمة تُحضر إلى الصومال عبر السفن الهندية. من خلال اتفاقيات غير معلنة بين التجار الصوماليين والعرب الخليجيين، كانت تُصدر القرفة الهندية/الصينية بأسعار أعلى بكثير إلى شمال إفريقيا والشرق الأدنى وأوروبا، مما جعل تجارة القرفة مصدر ربحٍ كبير، خاصةً للتجار الصوماليين الذين كانوا يتعاملون بكميات كبيرة من الشحنات عبر طرق البحر والبر القديمة.

## العصور الوسطى

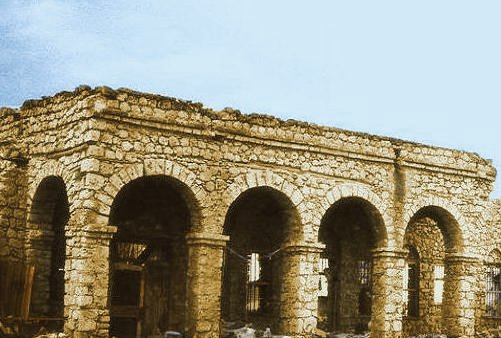
أنقاض سلطنة عدل في زيلع، الصومال.

وصل الإسلام إلى الساحل الشمالي للصومال في وقت أبكر من شبه الجزيرة العربية، بعد فترة وجيزة من الهجرة (المعروفة أيضًا باسم الهجرة إلى الحبشة). يعود تاريخ مسجد القبلتين في زيلع الذي يحتوي على مِحرابَين إلى القرن السابع، مما يجعله أقدم مسجد في أفريقيا. في أواخر القرن التاسع، أشار المؤرخ اليعقوبي إلى أن المسلمين كانوا يعيشون على طول الساحل الشمالي للصومال. كما ذكر أن مدينة زيلع كانت عاصمة مملكة عدل، مما يدل على أن تاريخ هذه المملكة يعود إلى القرن التاسع أو العاشر على الأقل. منذ ذلك الحين، شهدت مملكة عدل بصفتها دولة تابعة لسلطنة عفت، سلسلة من المعارك ضد الحبشة.

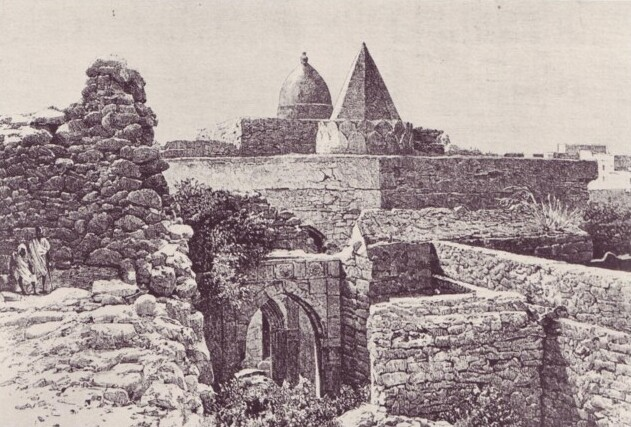
صورة من القرن الثالث عشر لمسجد فكر الدين الذي أنشأه فكر الدين، أول سلطان لسلطنة مقديشو.

على مدار العصور الوسطى، وصل المهاجرون العرب إلى الصومال، وهو حدث تاريخي أدى لاحقًا إلى قصص أسطورية عن شيوخ مسلمين مثل دارود وإسحاق بن أحمد (الذي يُزعم أنهما أسلاف قبيلتي دارود وإسحاق على التوالي) الذين سافروا من شبه الجزيرة العربية إلى الصومال وتزوجوا من قبيلة در المحلية.

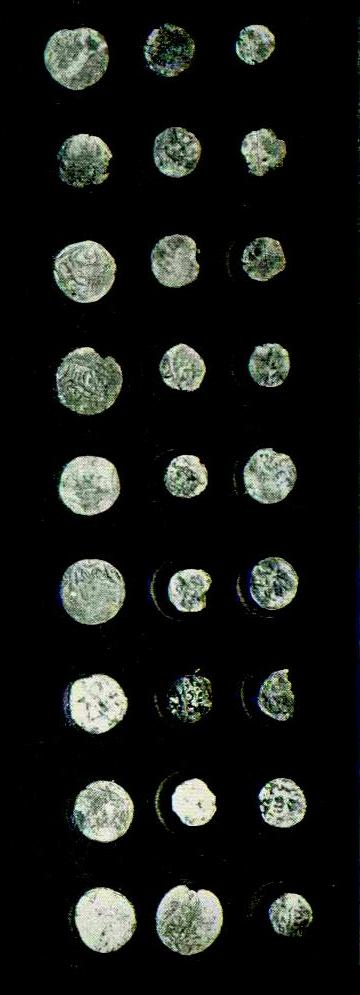
عملة مقديشو – كانت سلطنة مقديشو داعمًا ماليًا مهمًا لـعدل.

تأسست أول سلالة في سلطنة مقديشو على يد أبو بكر بن فخر الدين. ثم توالت على الحكم سلالات أخرى مختلفة مثل القحطانيين والهلاليين وأخيرًا سلالة المظفر. ظلت مقديشو مدينة تجارية قوية وكانت أول من استغل مناجم الذهب في سفالة. في نهاية القرن السادس عشر، تحالفت سلالة المظفر مع الإمبراطورية الآجورية الصومالية. لسنوات، كانت مقديشو المدينة الأكثر أهمية في بلاد البربر، وهو الاسم الذي كان يُطلق على الساحل الصومالي في العصور الوسطى. كتب المؤرخ السوري ياقوت الحموي بعد زيارته للمدينة في القرن الثاني عشر أن سكانها كانوا من "البربر"، الذين يُعتبرون أسلاف الصوماليين الحاليين.

## الاستعمار الأوروبي
كان البدء مع قدوم قوافل الاحتلال البريطاني للجزء الشمالي من الصومال المعروف حاليا بجمهورية أرض الصومال غير المعترف بها في الأوساط العالمية سنة 1884 م والتي استقلت في 26/6/1960.
11 يناير 1904 م (20 شوال 1321 هـ)
قوات الاحتلال البريطاني تهاجم قوات الدراويش (معظم قوات الدراويش من السكان الأصليين من قبائل الداروت حيث أنهم القادة العسكريون المحنكون التابعة للزعيم الصومالي «سيد محمد بن عبد الله» الذي كان يلقبه البريطانيون ب«الملا المجنون»، وتوقع إصابات بالغة بين قواته. وقد استمر الملا في محاربة الاستعمار البريطاني للصومال حتى سنة 1920 عندما لجأت بريطانيا إلى الطيران لقصف مواقع الثوار، ثم جاءت وفاة الملا لتضع حدا لثورته الإسلامية.
فيما استقل الشطر الجنوبي المحتل من قبل إيطاليا منذ عام 1889 م في 1/7/1960 م أي بعد خمسة أيام من استقلال الشطر الشمالي برغبة من الجماهير المتعطشة للوحدة الكبرى التي استبشرت خيرا باستقلال جيبوتي(الصومال الفرنسي) في 1/7/1977 م التي ضربت بآمال الشعب الصومالي عرضت الحائط وآثرت الاستقلال (خارج نطاق الصومال) فيما ظل الشطر الغربي تحت سيطرة إثيوبيا بتنازل من الحكومة البريطانية لها حسب اتفاقيتي 1948 و 1954 وأقصى الجنوب الصومالي (وهو الشمال الشرقي بالنسبة لكينيا والمسمى ب ENFD اختصار للمقاطعة الشمالية الشرقية) الذي وضع تحت الوصاية الكينية لمدة عشر سنوات بدءا من عام 1948 م ولكنه لم يعد إلى باقي الصومال كما كان مقررا وبعد الوحدة الصومالية عام 1960 م ثار الشعب الصومالي ضد الحكومة الكينية لتنفيذ ما كان متفقا عليه.
وبعد المماطلة الكينية من جهة والبريطانية من جهة أخرى كونها هي التي الحقت هذا الجزء بكينيا تقرر إقامة استفتاء شعبي سنة 1963 م وبطبيعة الحال وافق الشعب الصومالي في تلك المقاطعة على الانضمام إلى الوطن الأم ولكن للأسف لم تقم كينيا وبمساعدة من بريطانيا على تنفيذ القرار وقامت الشرطة الكينية بقمع المظاهرة المناوئة للاحتلال الكينية وعدم اتخاذ الخطوات اللازمة لضمها للصومال مما حذا بالقوات الكينية على مرأى من العالم بارتكاب مجزرة في مدينة واجير حاضرة المقاطعة الشمالية الشرقية راح ضحيتها الآلاف.

## عهد سياد بري

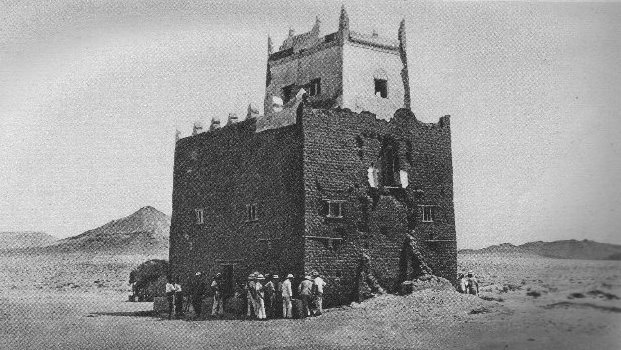
برج محصن، وقد شيدت عدة سلطنات تحصينات في الداخل والساحل الصومالي

الريس سيادبرى هو التاريخ ذاته للصومال وهو القائد في ظل حكومة الوطنية كان لا صوت لى دوله لها اطماع في الصومال مثلا إثيوبيا التي لا يريد الصومال الوطن يستقر ويكون دولته الموحدة بين العشائر الصوماليه
الجنرال محمد سياد برى
محمد سياد بري
اللواء محمد سياد برى ثالث رئيس للصومال بعد الاستقلال وصل الرئيس اللواء محمد سياد برى الحكم عن طريق انقلاب عسكري في 21 من أكتوبر 1969 بعد اغتيال الرئيس الشرعى للبلاد - الرئيس عبد الرشيد على
وكان حينها قائدا للجيش وقد امتد حكمه إلى عام 1991 وكان قد تبنى نطام الشيوعية الماركسية وصدر قرارات بفرض الأحزاب السياسية والمعارضة وقد خاض حربا مريرة بجارته إثيوبيا بغية استعدادة إقليم - اوجادين - الصومالى المحتل من قبل إثيوبيا ولكن فشل في هذا الامر بعد تدخل من المعسكر الاشتراكى المنحل بقيادة الاتحاد السوفييتى كان سياد برى قد ارتكب ابادتا جماعية في بعض الأقاليم التي تريد الانفصال عن الصومال كما كان لا يبالى باصدار قرارات الإعدام لمعارضيه فكان قد اعدم نائب الرئيس الصومالى بتهمة الانقلاب عليه وخمسة من كبار الجنرالات في الجيش الصومالى كان نطام الرئيس محمد سياد برى يحكم الصومال عن طريق حزب اسسه بنفسه وسماه - الحزب الوطني الاشتراكى الثورى - أو باللغة الصومالية -xisbiga hanti wadaga kacaanka somaliyed - وكما كان الرئيس محمد سياد برى يتسلم أكثر من منصب في الصومال حيث كان رئيس للدولة وقائد للجيس وزعيم للحزب الحاكم ورئيس للمحكمة العليا ورئيسا للجنة الأمن والدفاع في الحزب الحاكم كما كان له حق انقاد أي قرار يصدر من مجالس الدولة المختلفة انهار نطام اللواء محمد سياد برى عام 1991 اثر انقلاب عسكري قبلى قام به مجموعة من كبار قادة الجيش على رأسهم اللواء محمد فارح عيديد وبعد هذا الانقلاب ذهب الرئيس سياد برى إلى نيجيريا وتوفى فيها عام 1995.

## معرض صور

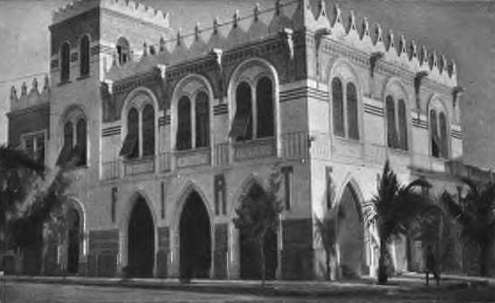
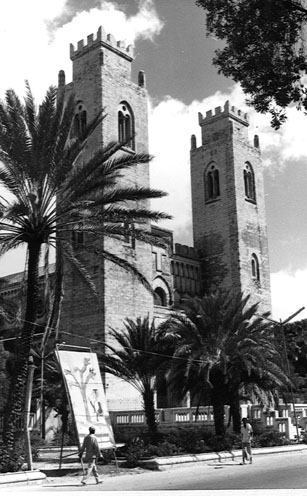
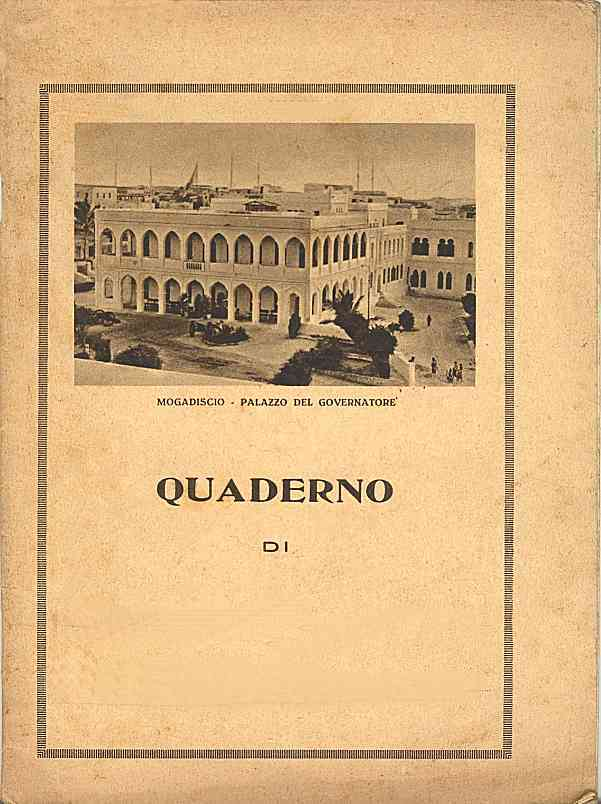
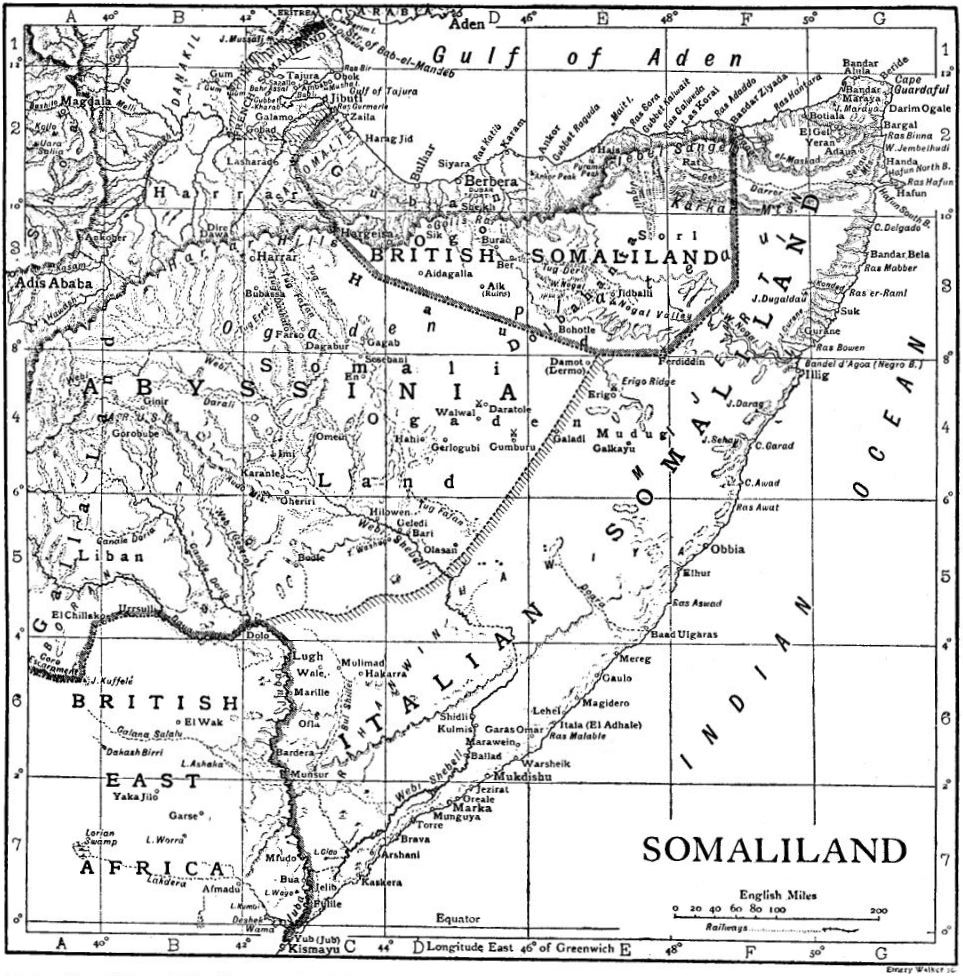
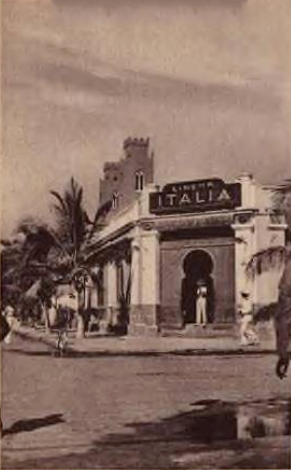
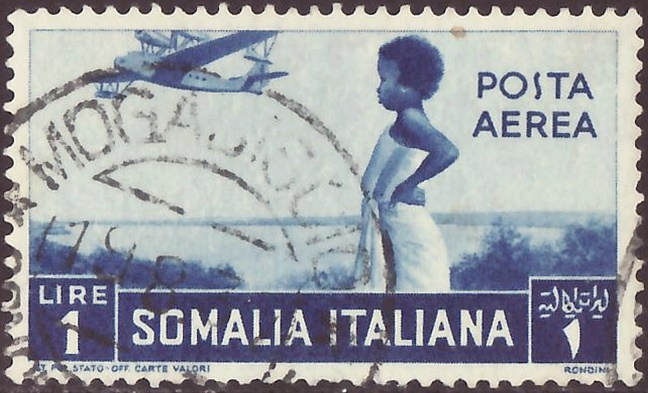